# Sorglitteratur
Sorglitteratur er litteratur, som har sorgen som centralt tema.
Sorglitteratur er en praktisk genrebetegnelse, som i flere tilfælde anvendes i omtalen af litteratur, der beskæftiger sig med sorg – det være sig romaner, digte, noveller eller værker, som bryder med de etablerede genrekategorier og skaber sin egen genresignatur.
Sorglitteraturen er ikke et fast litterært begreb, men en tendens i litteraturen, som kan tage form af både fiktion og ikke-fiktion. I 2017 udkom Naja Marie Aidts Har døden taget noget fra dig så giv det tilbage og tog således ifølge Erik Skyum-Nielsen "hul på sorglitteraturen" . I værket refererer Aidt til andre udgivelser med sorg som tema - bl.a. Joan Didions Et år med magisk tænkning (eng.: "The Year of Magical Thinking"), som oprindeligt blev udgivet i 2005. Didions udgivelse er blevet betegnet som "et moderne hovedværk inden for det, man kan klassificere som autofiktiv sorglitteratur".
I bogen "20 før 20. Begivenheder i dansk litteratur 2000-2019" om litteraturhistorien i de to første årtier efter årtusindskiftet blev sorglitteratur udpeget som årets litterære tendens i 2017.

## Intertekstualitet i sorglitteraturen
I Naja Marie Aidts Har døden taget noget fra dig så giv det tilbage: Carls bog (2017) er kompositionen præget af, at en række forskellige tekster sammensættes til en ny helhed. "I bogen citerer Naja Marie Aidt også fra den sorglitteratur, hun har læst og kan relatere til" fremgår det af et interview med forfatteren på Dr.dk, hvor hun anbefaler fire bøger, der gav mening for hende i sorgen .
Samme tendens til at spejle sit værk i andre udgivelser og udtalelser om sorg, findes i Esben Kjærs "Min usynlige søn".

## Eksempler på dansk litteratur, der beskæftiger sig med sorg
- Forsvindingsnumre (2019) af Amalie Langballe
- Har døden taget noget fra dig så giv det tilbage: Carls bog (2017) af Naja Marie Aidt
- Jeg går i min fars støvler (2016) af Julie Top-Nørgaard
- Jubilæum (2016) af Lotte Kirkeby Hansen
- ”Liljekonval” i: Pigesind (1939) af Tove Ditlevsen
- "Min sorg" (1944) fra: Jeghuset af Ole Sarvig
- "Har Dagen sanket al sin Sorg" (1886), digt af J.P. Jacobsen
- Min usynlige søn (2016) af Esben Kjær
- Ming (2015) af Bjørn Rasmussen
- Transfervindue: Fortællinger om de raskes fejl (2017) af Maria Gerhardt
- Velsignelser (2017) af Caroline Albertine Minor